# Raúl Ríos (regatista)
Raúl Ríos, nacido el 3 de diciembre de 1993 en Guaynabo (Puerto Rico), es un regatista Puertorriqueño.
Comenzó a navegar en la clase Optimist a los diez años de edad en el Club Náutico de San Juan, y en 2008 se proclamó campeón de América del Norte y campeón del mundo en esta clase.
Al terminar su etapa en la clase Optimist, en 2008, comenzó a navegar de tripulante de Ernesto Rodríguez en la clase Snipe y en noviembre participaron en el campeonato del Hemisferio Occidental y Oriente que se disputó en Uruguay, terminando en tercera posición. Ríos pasó entonces al puesto de patrón, con Fernando Monllor, del Club Náutico de Ponce, de tripulante. En 2017 consigue un nuevo campeonato del mundo, el de la clase Snipe, con Mac Agnese de tripulante, en La Coruña, En esta clase, ha ganado, además del mundial, los siguientes campeonatos:
- 1 Campeonato del Hemisferio Occidental y Oriente (2014)
- 4 Campeonatos de América del Norte (2011, 2012, 2015, 2022)
- 1 Campeonato de América del Sur (2023)
- 3 Campeonatos de Estados Unidos (2013, 2014, 2015)

En la clase Lightning, consiguió la medalla de bronce en el Campeonato de América del Sur con Sebastian Higuera y Nicolas Deeb, en el Salinas Yacht Club.

## Juegos Panamericanos
- 4.º en Snipe en Guadalajara 2011.
- 1.º en Snipe en Toronto 2015.

## Juegos Centroamericanos y del Caribe
- 1.º en Snipe en Mayagüez 2010.
- 1.º en Snipe en Veracruz 2014.
- 1.º en Snipe en Barranquilla 2018.
- 1.º en Snipe en San Salvador 2023.

## Vela universitaria
Formó parte del equipo de su universidad, los Boston College Eagles, con los que quedó en segunda posición del Trofeo Leonard M. Fowle en 2013. En la temporada 2015-16 fue nombrado deportista del año de Boston College, y entró en la terna final por el galardón de Regatista Universitario del Año de la ICSA.